# Ranieri (vescovo di Roselle)
Ranieri (seconda metà del X secolo – dopo il 1015) è stato un vescovo italiano.

## Biografia
Ranieri, trascritto anche come Raniero o Rainerio, è il primo vescovo di Roselle documentato nell'XI secolo, dopo l'anno 1000.
Il 3 gennaio 1015, il vescovo Ranieri partecipò al secondo sinodo indetto a Roma da papa Benedetto VIII, dove furono prese decisioni in materia teologica contro la simonia e il nicolaismo. Nell'occasione, vennero confermati i privilegi a favore del monastero benedettino di San Benigno di Fruttuaria, nella diocesi di Ivrea. Il documento del sinodo riporta in calce la firma «Ego Raynerius Roselensis episcopus».
Morì dopo tale data, sicuramente prima del 1036, anno in cui è attestato il nuovo vescovo rosellano Crescenzio.